# Bandeira da União de Kalmar
A bandeira da União de Kalmar deriva da Dannebrog, com sua cruz cristã. Esta é somente uma reconstrução da aparência que a bandeira teria. É baseada em descrições textuais, visto não ter chegado até estes tempos nenhum exemplar, nem qualquer imagem da sua aparência. 
Para muita gente, a bandeira não mais simboliza o todo da região nórdica (o Conselho Nórdico usa uma bandeira com um cisne estilizado). Não obstante, alguns defensores contemporâneos da unidade nórdica usam a bandeira, ou tentam conscencializar a população da sua existência. 
Desde meados da década de 1990 até à revitalização do seu uso em 2007, foi hasteada em Orkney uma bandeira idêntica como símbolo do território.
Facto notável é também a sua semelhança com a bandeira da Igreja Sueca.